# Huntington (Utah)
Huntington – miasto w Stanach Zjednoczonych, w stanie Utah, w hrabstwie Emery.